# 坎伯蘭縣 (緬因州)
坎伯蘭縣（英語：Cumberland County）是美国缅因州西南部的一個縣，面積3,152平方公里。根據2020年美國人口普查共有人口30萬3,069人。縣治波特蘭（Portland）。該縣成立於1760年5月28日，縣名來自英国的坎伯蘭。